# L’Aleixar
L'Aleixar – gmina w Hiszpanii, w prowincji Tarragona, w Katalonii, o powierzchni 26,15 km². W 2011 roku gmina liczyła 926 mieszkańców.